# Línea 482 (Interurbanos Madrid)
La línea 482 de la red de autobuses interurbanos de Madrid une el intercambiador de Aluche con Leganés.

## Características
Esta línea comunica Madrid con el barrio de Arroyo Culebro, en Leganés, en un trayecto de 30 minutos de duración.
Está operada por la empresa Martín mediante la concesión administrativa VCM-404 - Madrid – Leganés – Fuenlabrada (Viajeros Comunidad de Madrid) del Consorcio Regional de Transportes de Madrid.

### Frecuencias
| Lunes a viernes laborables (Vigente de 1 de septiembre a 30 de junio) |
| A 6:10 - 6:35 - 6:55 - 7:15                                           |
| De 7:30 a 23:30 cada 20 minutos                                       |
| A 23:45 - 24:00                                                       |
| Lunes a viernes laborables (Vigente julio)                            |
| De 6:10 a 9:26 cada 20-30 minutos                                     |
| De 9:26 a 21:10 cada 19-21 minutos                                    |
| A 21:40 - 22:10 - 22:50 - 23:30 - 24:00                               |
| Lunes a viernes laborables (Vigente agosto)                           |
| De 6:10 a 22:00 cada 20-30 minutos                                    |
| A 22:40 - 23:20 - 24:00                                               |
| Sábados laborables (Vigente de 1 de septiembre a 30 de junio)         |
| De 6:50 a 14:50 cada 25 minutos                                       |
| De 14:55 a 23:00 cada 20-30 minutos                                   |
| A 24:00                                                               |
| Sábados laborables (Vigente de 1 de julio a 31 de agosto)             |
| De 6:50 a 24:00 cada 25-33 minutos                                    |
| Domingos y festivos (Vigente de 1 de septiembre a 30 de junio)        |
| De 8:20 a 24:00 cada 24-35 minutos                                    |
| Domingos y festivos (Vigente de 1 de julio a 31 de agosto)            |
| De 8:25 a 15:01 cada 36 minutos                                       |
| De 15:35 a 22:00 cada 30-35 minutos                                   |
| A 22:40 - 23:20 - 24:00                                               |

| Lunes a viernes laborables (Vigente de 1 de septiembre a 30 de junio) |
| De 5:45 a 6:30 cada 15 minutos                                        |
| De 6:50 a 22:30 cada 20 minutos                                       |
| A 22:45 - 23:00                                                       |
| Lunes a viernes laborables (Vigente julio)                            |
| De 5:30 a 9:17 cada 20-27 minutos                                     |
| De 9:17 a 19:34 cada 20-21 minutos                                    |
| A 20:00 - 20:20 - 20:50 - 21:20 - 22:00 - 22:30 - 23:00               |
| Lunes a viernes laborables (Vigente agosto)                           |
| De 5:30 a 21:00 cada 15-30 minutos                                    |
| A 21:40 - 22:20 - 23:00                                               |
| Sábados laborables (Vigente de 1 de septiembre a 30 de junio)         |
| De 6:00 a 13:55 cada 25 minutos                                       |
| De 14:14 a 22:00 cada 20-30 minutos                                   |
| A 23:00                                                               |
| Sábados laborables (Vigente de 1 de julio a 31 de agosto)             |
| De 6:00 a 23:00 cada 25-33 minutos                                    |
| Domingos y festivos (Vigente de 1 de septiembre a 30 de junio)        |
| De 7:30 a 23:00 cada 24-35 minutos                                    |
| Domingos y festivos (Vigente de 1 de julio a 31 de agosto)            |
| De 7:30 a 14:06 cada 36 minutos                                       |
| De 14:40 a 21:00 cada 30-35 minutos                                   |
| A 21:40 - 22:20 - 23:00                                               |

## Recorrido y paradas

### Sentido Leganés
| Código | Parada                                       | Común con                                     | Conexiones con Metro y Cercanías | Municipio | Zona |
| ------ | -------------------------------------------- | --------------------------------------------- | -------------------------------- | --------- | ---- |
| 08380  | Intercambiador de Aluche                     | 483 485 487 491 492 493 561 561A 561B 563 591 | Aluche                           | Madrid    |      |
| 660    | Avenida de los Poblados-Comisaría            | 121 131 139 485 491 492 493                   |                                  | Madrid    |      |
| 662    | Polideportivo Las Cruces                     | 121 131 139 485 491 492 493                   |                                  | Madrid    |      |
| 379    | Plaza del Parterre                           | 35 47 481 486 491 492 493                     |                                  | Madrid    |      |
| 4019   | Metro Carabanchel Alto                       | 35 47 481 491 492 493                         | Carabanchel Alto                 | Madrid    |      |
| 1158   | Avenida Carabanchel Alto-Gómez Arteche       | 35 47 481 491 492 493                         |                                  | Madrid    |      |
| 07571  | Av. Carabanchel Alto - Allariz               | 481 491 492 493                               |                                  | Madrid    |      |
| 07567  | Av. Carabanchel Alto - Carpio y Torta        | 481 491 492 493                               |                                  | Madrid    |      |
| 16165  | Av. Carabanchel Alto - Av. La Peseta         | 481 491 492 493                               |                                  | Madrid    |      |
| 08199  | Ctra. M421 - Montejano                       | 481 491 492 493                               |                                  | Madrid    |      |
| 08203  | Ctra. M421 - Deportivo Butarque              | 481 491 492 493                               |                                  | Leganés   |      |
| 08205  | Ctra. M421 - C.C. Plaza Nueva                | 480 481 484 485 491 492 493                   |                                  | Leganés   |      |
| 12742  | Av. Carabanchel - Parque de los Olivos       | 491 492 493                                   |                                  | Leganés   |      |
| 07902  | Av. Fuenlabrada - Batalla de Brunete         | 432 485 491 492 493 497                       |                                  | Leganés   |      |
| 07900  | Av. Fuenlabrada - Trva. del Cid              | 432 485 491 492 493 497                       |                                  | Leganés   |      |
| 07905  | Av. Universidad - Universidad                | 432 450 480 485                               |                                  | Leganés   |      |
| 10575  | Río Duero - Colegio                          | 450 486 488                                   |                                  | Leganés   |      |
| 07912  | Río Duero - Río Manzanares                   | 450 486 488                                   |                                  | Leganés   |      |
| 07886  | Río Duero - Río Urbión                       | 486 488                                       |                                  | Leganés   |      |
| 07884  | Av. Dr. Mendiguchia Carriche - Río Segre     | 450 488                                       |                                  | Leganés   |      |
| 18309  | Río Sena - Río Guadiana                      |                                               | San Nicasio                      | Leganés   |      |
| 18311  | Cantabria - Aragón                           |                                               |                                  | Leganés   |      |
| 21359  | Aragón - Galicia                             |                                               |                                  | Leganés   |      |
| 11394  | Cobre - Pza. José Luis López Aranguren       |                                               |                                  | Leganés   |      |
| 12443  | Cobre - Pabellón Olimpia                     |                                               | Leganés Central                  | Leganés   |      |
| 08147  | Cobre - Pol. Ind. Polvoranca Est.            |                                               |                                  | Leganés   |      |
| 08212  | C.º Polvoranca - Federica Montseny           | 486                                           |                                  | Leganés   |      |
| 09524  | Federica Montseny - Clara Campoamor          | 486                                           |                                  | Leganés   |      |
| 07881  | Federica Montseny - Sagasta                  | 486                                           |                                  | Leganés   |      |
| 12429  | Av. Conde de Barcelona - Av. Pablo Iglesias  |                                               |                                  | Leganés   |      |
| 19300  | Camino de Polvoranca - Pol. Ind. Polvoranca  |                                               |                                  | Leganés   |      |
| 15605  | César Gª Contonente - Alcalde A. de Castro   |                                               |                                  | Leganés   |      |
| 20187  | A. Pedro Glez. Glez. - Alcalá de Henares     |                                               |                                  | Leganés   |      |
| 20185  | Alcalde Pedro Glez. Glez. - Aranjuez         |                                               |                                  | Leganés   |      |
| 15593  | Alcalde Ramón Yerro Ordóñez - Móstoles       |                                               |                                  | Leganés   |      |
| 15597  | Alcalde Fco. Moreno - Est. Parque Polvoranca |                                               | Parque Polvoranca                | Leganés   |      |

### Sentido Madrid
| Código | Parada                                       | Común con                                     | Conexiones con Metro y Cercanías | Municipio | Zona |
| ------ | -------------------------------------------- | --------------------------------------------- | -------------------------------- | --------- | ---- |
| 15597  | Alcalde Fco. Moreno - Est. Parque Polvoranca |                                               | Parque Polvoranca                | Leganés   |      |
| 20186  | Alcalde Pedro Glez. Glez. - Aranjuez         |                                               |                                  | Leganés   |      |
| 20188  | A. Pedro Glez. Glez. - Torrejón de Ardoz     |                                               |                                  | Leganés   |      |
| 15604  | César Gª Contonente - Alcalde A. de Castro   |                                               |                                  | Leganés   |      |
| 19301  | Camino de Polvoranca - Pol. Ind. Polvoranca  |                                               |                                  | Leganés   |      |
| 12428  | Av. Conde de Barcelona - Av. Pablo Iglesias  |                                               |                                  | Leganés   |      |
| 07882  | Federica Montseny - Manuel Bartolomé         | 486                                           |                                  | Leganés   |      |
| 09525  | Federica Montseny - Diego Mtnez. Barrio      | 486                                           |                                  | Leganés   |      |
| 08213  | C.º Polvoranca - Estaño                      | 486                                           |                                  | Leganés   |      |
| 08145  | Cobre - Pol. Ind. Polvoranca Est.            |                                               |                                  | Leganés   |      |
| 12444  | Cobre - Pabellón Olimpia                     |                                               | Leganés Central                  | Leganés   |      |
| 11393  | Cobre - Pza. José Luis López Aranguren       |                                               |                                  | Leganés   |      |
| 21360  | Aragón - Galicia                             |                                               |                                  | Leganés   |      |
| 18312  | Cantabria - Aragón                           |                                               |                                  | Leganés   |      |
| 18310  | Av. Alcorcón - Cantabria                     | 450                                           | San Nicasio                      | Leganés   |      |
| 07883  | Av. Dr. Mendiguchia Carriche - Río Segre     | 450 488                                       |                                  | Leganés   |      |
| 07887  | Río Guadalquivir - Río Tajo                  | 486 488                                       |                                  | Leganés   |      |
| 07911  | Río Manzanares - Río Duero                   | 486 488                                       |                                  | Leganés   |      |
| 07909  | Río Duero - Pza. Río Heredia                 | 450 486 488                                   |                                  | Leganés   |      |
| 07904  | Av. Universidad - Policía Nacional           | 432 450 480 485                               |                                  | Leganés   |      |
| 07901  | Av. Fuenlabrada - Constitución               | 485 491 492 493 497                           |                                  | Leganés   |      |
| 07916  | Av. Fuenlabrada - Av. Rey Juan Carlos I      | 485 491 492 493 497                           |                                  | Leganés   |      |
| 09510  | Av. La Mancha - Parque de los Olivos         | 491 492 493                                   |                                  | Leganés   |      |
| 08206  | Ctra. M421 - C.C. Plaza Nueva                | 480 481 484 485 491 492 493                   |                                  | Leganés   |      |
| 15333  | Ctra. M421 - Polideportivo                   | 481 491 492 493                               |                                  | Leganés   |      |
| 16166  | Av. Carabanchel Alto - Av. La Peseta         | 481 491 492 493                               |                                  | Madrid    |      |
| 07547  | Av. Carabanchel Alto - Av. Euro              | 481 491 492 493                               |                                  | Madrid    |      |
| 07572  | Av. Carabanchel Alto - Allariz               | 481 491 492 493                               |                                  | Madrid    |      |
| 07570  | Av. Carabanchel Alto - Chirimoya             | 481 491 492 493                               |                                  | Madrid    |      |
| 4020   | Metro Carabanchel Alto                       | 35 47 481 491 492 493                         | Carabanchel Alto                 | Madrid    |      |
| 378    | Plaza del Parterre                           | 34 35 47 139 481 486 491 492 493              |                                  | Madrid    |      |
| 667    | Plaza del Parterre                           | 121 131 139 485 491 492 493                   |                                  | Madrid    |      |
| 663    | Polideportivo Las Cruces                     | 121 131 139 485 491 492 493                   |                                  | Madrid    |      |
| 661    | Avenida de los Poblados-Comisaría            | 121 131 139 485 491 492 493                   |                                  | Madrid    |      |
| 08380  | Intercambiador de Aluche                     | 483 485 487 491 492 493 561 561A 561B 563 591 | Aluche                           | Madrid    |      |